# Edgewater (Volusia County, Florida)
Edgewater is een plaats (city) in de Amerikaanse staat Florida, en valt bestuurlijk gezien onder Volusia County.

## Demografie
Bij de volkstelling in 2000 werd het aantal inwoners vastgesteld op 18.668.
In 2006 is het aantal inwoners door het United States Census Bureau geschat op 21.486, een stijging van 2818 (15.1%).

### Bekende (ex-)inwoners
- Cindy Lovell (1956), schrijfster
- overlijdensplaats Tilly van der Zwaard (1938-2019), Nederlandse atlete

## Geografie
Volgens het United States Census Bureau beslaat de plaats een oppervlakte van
26,8 km², waarvan 25,8 km² land en 1,0 km² water. Edgewater ligt op ongeveer 1 m boven zeeniveau.

## Plaatsen in de nabije omgeving
De onderstaande figuur toont nabijgelegen plaatsen in een straal van 20 km rond Edgewater.